# Диригент
Диригент је музички предводник ансамбла као што су хор, оркестар, камерни оркестар и слично.

## Историја
Рани облик дириговања звао се хеирономија, употреба геста рукама како би се индицирао мелодијски облик. Тај начин дириговања практиковао се најкасније од средњег века. У цркви је особа која је указивала на музичке облике држала штап, како би се означила његова улога. Како је ритам у музици постајао све израженији, штап се почео мицати горе-доле, функционишући као рани облик диригентског штапића.
У 17. веку улазе у употребу друга средства за означавање протока времена. Папир у ролнама, мањи штапићи, као и саме руке видљиви су на сликама из тог периода. Велики штап за дириговање остао је у употреби у кући Опера Гарнијеа у Париз у, где је узроковао смрт Жан-Баптиста Лулија - док је дириговао, штапом је повредио стопало, а рана се инфицирала и развила се гангрена. Умро је два месеца касније, након одбијања операције уклањања захваћеног прста.
У инструменталној музици је један извођач обично деловао и као диригент. То је могао бити први виолиниста који би користио гудало и као диригентском штапић, лаутиста који би померао врат инструмента заједно с ритмом музике. Било је уобичајено у то доба дириговати са чембала, у делима која су имала basso continuo деоницу. У оперским извођењима каткад је било и два диригента - клавијатуриста за певаче, а прва виолина за оркестар.
До раног 19. века постала је норма да је једна особа задужена искључиво за дириговање. Оркестар се у то време ширио бројем инструмената и штапић је постајо све уобичајенији јер је био лакше видљив од голих руку или смотка папира. Међу првим важнијим диригентима били су Луис Шпор, Карл Марија фон Вебер, Луј-Антоан Жилијен и Феликс Менделсон, који су сви такође били и композитори. Менделсон је познат као први диригент који је штапић користио за означавање мере (доба), иновација која је у употреби до данас. Ханс фон Булов се обично сматра првим професионалним диригентом нескладатељем.
Хектор Берлиоз и Рихард Вагнер такође су били диригенти и аутори су два најстарија есеја о тој теми. Берлиоз се сматра првим диригентом виртуозом. Вагнер је увелико био одговоран за обликовање диригентске улоге као човека који намеће своју интерпретацију дела у изведби, радије него особа која само обезбеђује да се композиција свира усклађено и како је компонована.
У касном 20. веку, њујоршки композитор Валтер Томпсон створио је знаковни језик за компоновање уживо, познат као „звучно сликање“ (soundpainting), а који се користи као медиј у структурираној импровизацији. Тренутно се тај језик састоји од преко 750 различитих гестова које композитор / диригент користи као комуникациони алат за индикацију типа интерпретације који се тражи од извођача.

## Техника дириговања
Дириговање је средство директне комуникације с извођачима. Не постоје апсолутна правила како дириговати исправно, и постоји широк распон разноликих диригентских стилова. Примарна одговорност диригента је утврђивање темпа, извршавање јасних припрема и доба, као и слушање и обликовање звука ансамбла.
Разумевање основних елемената музичког изражавања, као што су темпо, динамика, артикулација и способност њиховог ефектног преношења ансамблу за дириговање је неопходна. Способност преношења информација о нијансама музичких фраза и изражајности кроз гестове такође је корисна. Гестови у дириговања могу бити кореографирани док се диригент припрема за извођење уз нотни запис, а могу бити и спонтани.
Држање штапића је нешто по чему се већина диригената разликује. Упркос великом броју различитих стилова, у дириговању су се развиле неке стандардне конвенције.

### Ритам и темпо
Музичке добе обично диригент означава десном руком, са штапићем или без њега. Рука у ваздуху сваки такт оцртава одређени облик који зависи о музичкој мери у којој се дело у том тренутку изводи, означавајући сваку добу променом кретања према доле у кретање према горе.
Ако је темпо спор или успорава, или ако је мера подељена, диригент ће понекад показивати "poddobe". Диригент то чини додавањем свакој доби гесту „и“, која се састоји од једног мањег покрета, али у истом смеру као и доба којој припада.
Промене у темпу приказују се променом брзине доба. Како би извео контролу rallentanda (успоравање) нпр, диригент може увести поддобе.
Неки диригенти користе обе руке за назначавање ритма, при чему лева рука чини исто што и лева, иако други ово сматрају сувишним и због тога то избегавају. Неки то сматрају и неисправном праксом. Друга рука треба да се користи за назначивање уласка појединих инструмената или секција, и за помоћ при назначивању динамике, фразирања, изражајности и осталих музичких елемената.

### Динамика
Динамика се назначава на различите начине, нпр. величином покрета: што је већи облик, звук је гласнији. Промене у динамици могу бити сигнализиране руком која се не користи за одржавање ритма: покрет горе (обично дланом према горе) означава crescendo; покрет према доле (обично дланом према поду) означава diminuendo . Промена величине покрета може резултовати нежељеним променама у темпу јер већи покрети захтевају од ритма прелазак већег простора у истом времену.
Динамика се може фино угађати разним гестовима: показивање длана извођачима или нагињање на супротну страну од њих може назначивати смањивање јачине звука. Како би се подесила равнотежа разних инструмената или глас ова, ови сигнали могу бити усмерени према одређеној секцији или поједином извођачу.

### Предзнак за улазак
Назначивање за „улазак“, када нови инструмент или секција почиње свирати мора сасвим тачно предсказати тренутак у коме долази трзај, тако да сви свирачи и певачи могу почети истовремено. То се постиже тако да се извођачи припреме гестом уз одржавање визуелног контакта. Удисај од стране диригента, који може и не мора бити лагано чујан, уобичајен је елемент у техници давања предзнака многих диригената. Једноставни контакт очима или поглед у смеру понекад могу бити довољни, као кад више од једне секције свирача улазе у изведбу у истом тренутку. Веће музичке изведбе понекад траже употребу одговарајућих и изражајнијих предзнака смишљених како би створили емоције и енергију.

### Други музички елементи
Артикулација се може назначити природом трзаја, од кратког и оштрог за staccato, до дугог и флуидног за legato. Многи диригенти мењају напетост руку: напети мишићи и груби покрети означавају marcato, док су опуштене руке и меки покрет прикладни за legato или espressivo.
Фразе се могу изразити широким луковима изнад главе, или меким покретима руке било према напред или са леве на десну страну и обрнуто. Задржана нота често се означава раширеним дланом нагоре. Крај или отпуштање ноте показује се кружним покретом, затварањем шаке или покретом кажипрста и палца налик штипање. Отпуштању обично претходи припрема, а завршава се потпуним прекидом покрета.
Диригенти покушавају одржавати контакт очима са ансамблом колико год је могуће, и подстичући га, као и повећавању свеукупног дијалога између себе и свирача / певача. Изрази лица такође могу бити значајни у демонстрирању карактера музике, као и у охрабривању свирача.

## Знаменити диригенти
Познати оркестарски и хорски диригенти који делују у Србији и Црној Гори:
- Младен Јагушт
- Станко Шепић
- Владимир Крањчевић
- Дејан Савић
- Предраг Госта
- Бојан Суђић
- Даринка Матић-Маровић
- Сузана Костић
- Милена Ињац
- Марко Нешић
- Бојана Маторкић Ивановић
- Милован Панчић
- Дивна Љубојевић
- Јасмина Новокмет
- Богдан Бабић

Диригенти који делују у Републици Српској:
- проф. др Десанка Тракиловић
- проф. мр Немања Савић
- проф. мр Раде Радовић
- проф. мр Младен Матовић

Познати светски диригенти:
- Живи
  - Зубин Мехта
  - Кристофер Хогвуд
  - Колин Дејвис
  - Чарлс Макерас
  - Роберт Спано
  - Данијел Баренбоим (подједнако познат пијаниста)
  - Владимир Ашкенази (подједнако познат пијаниста)
  - Тон Копман
- Почивши
  - Узеир Хаџибејли (1885. - 1948)
  - Клаудио Абадо (1933. - 2014)
  - Вилхелм Фуртвенглер (1886. - 1954)
  - Артуро Тосканини (1867. - 1957)
  - Бруно Валтер (1876. - 1962)
  - Георг Сел (1897. - 1970)
  - Георг Солти (1912. - 1997)
  - Херберт фон Карајан (1908. - 1989)
  - Димитри Митропулос (1896. - 1960)
  - Карл Бом (1894. - 1981)
  - Карло Марија Ђулини (1914. - 2005)
  - Ференц Фриксај (1914. - 1963)
  - Леополд Стоковски (1882. - 1977)
  - Леонард Бернштајн (1918. - 1990)
  - Ото Клемпелер (1885. - 1973)
  - Роберт Шо (1916. - 1999)
  - Џон Барбироли (1899. - 1970)